# Politica dell'Austria
La politica in Austria si svolge nel contesto di una repubblica democratica federale semipresidenziale.
Dal 1949 il panorama politico è stato dominato dal Partito Popolare Austriaco, di matrice conservatrice, e dal Partito Socialdemocratico d'Austria, orientato su posizioni di centrosinistra.

## Potere legislativo

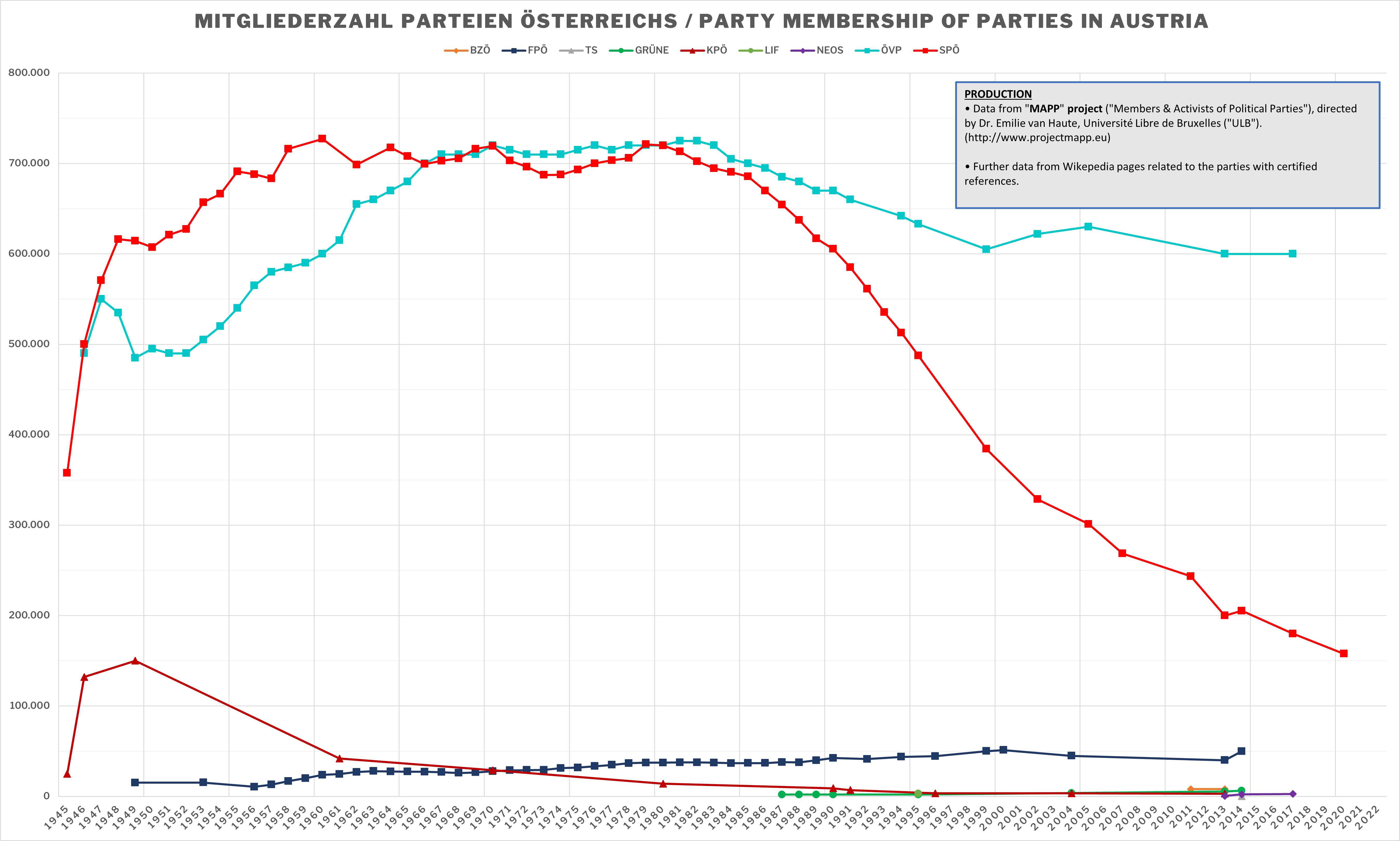
Andamento del numero degli iscritti dei partiti politici austriaci (dal 1945, dati dell'ULB).

Il potere legislativo è esercitato a livello sia federale che statale. Nel primo caso, la funzione legislativa è esercitata dall'Assemblea federale (Bundesversammlung), formata da due camere: il Consiglio nazionale (Nationalrat), che rappresenta la camera bassa, e il Consiglio federale (Bundesrat), che costituisce la camera alta. A livello statale, invece, ciascun Stato federato possiede una propria assemblea legislativa, detta Landtag.

## Potere esecutivo
Il potere esecutivo è esercitato dal governo federale e dai governi dei singoli stati. Il governo federale è responsabile davanti al Consiglio nazionale, col quale si instaura il rapporto di fiducia; il ruolo di capo del governo è ricoperto dal Cancelliere federale.
Il capo dello Stato è il Presidente federale, eletto a suffragio popolare diretto per un mandato di sei anni.
L'ufficio del Presidente federale è cerimoniale, sebbene la costituzione gli permetta di far dimettere il governo e sciogliere il Consiglio nazionale e indire nuove elezioni. L'Assemblea federale, in seduta comune, può indire un referendum per mettere in stato d'accusa il Capo dello Stato se egli viola la costituzione. 
Dal 26 gennaio 2017 il Presidente federale è Alexander Van der Bellen (I Verdi), mentre il Cancelliere federale è Karl Nehammer (ÖVP), che è a capo del governo dal 6 dicembre 2021 (governo Nehammer).

## Potere giudiziario
Il potere giudiziario è indipendente dal potere esecutivo e legislativo e di natura esclusivamente federale non esistendo tribunali dei singoli stati.